# Xin za shimei
Xin za shimei (新紮師妹S), noto anche con il titolo internazionale Love Undercover, è un film del 2002 scritto e diretto da Joe Ma. La pellicola ha avuto due seguiti: Xin za shimei 2: Meili renwu (2003) e Xin za shimei 3 (2006).

## Trama
Fong Lai Kuen è una poliziotta che non ha mai avuto modo di compiere particolari esperienze sul campo, quando improvvisamente gli viene data un'occasione: fingere di essere una cameriera nel bar in cui si sarebbe recato un membro della triade, Au Hoi Man. Sebbene il ruolo della ragazza fosse quello di farsi notare il meno possibile, finisce per catturare l'attenzione di Hoi Man, che si innamora di lei.

## Distribuzione
Ad Hong Kong la pellicola ha goduto di una distribuzione a livello nazionale, a partire dal 7 marzo 2002.